# Heston's Feasts
Heston's Feasts é  um reality show de culinária britânico apresentado por Heston Blumenthal e exibido pelo Channel 4 de 3 de março de 2009 a 18 de maio de 2010.